# Fahrensbach (Adelsgeschlecht)

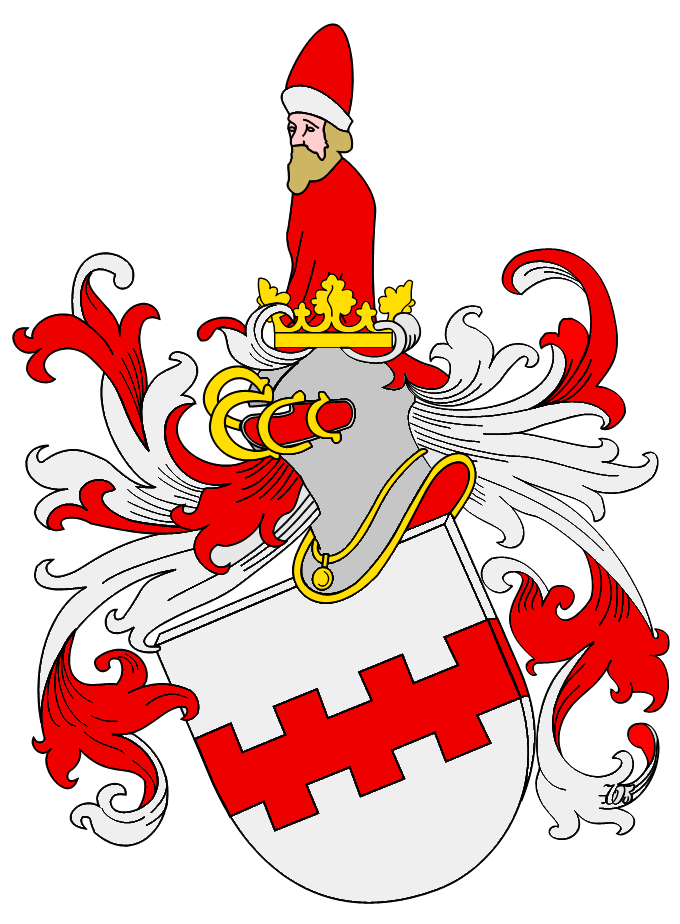
Wappen derer von Fahrensbach

Das Geschlecht Fahrensbach (Varresbeck, Varensbach, Farensbach, Fahrensbach, Францбеков) ist ein deutschbaltisches Adelsgeschlecht, das ursprünglich jedoch dem rheinischen Adel zuzurechnen war und welches sich von dort mit Wilhelm I. von Varresbeck ins Bistum Ösel (Estland) begab, im Rheinland aber wenig später erlosch. Von dort breitete sich die Familie nach Livland, Kurland, Polen, (Sachsen), Böhmen und Russland aus.

## Geschichte

### Ursprung und Entfaltung
Als erster Vertreter der Familie wird Giso de Varnestbeke 1229 als Zeuge für Heinrich IV., Herzog von Limburg, Graf von Berg, urkundlich erwähnt. Seine Familie hatte sehr wahrscheinlich Gut und/oder Haus Varresbeck bei Elberfeld inne, besaß jedenfalls in der Region vor 1400 nicht unerheblichen Landbesitz. Im Baltikum wurden die Fahrensbach zu den schlossgesessenen Familien gezählt. Vor allem in der Wiek hatten die Fahrensbach umfassenden Güterbesitz, wie bspw. Heimar, Walck, Udenküll, Waddemois und Pedua. Mehrfach konnten Vertreter der Familie für den Deutschen Orden, Russland, Dänemark, Polen oder Schweden bedeutende Verwaltungsstellen besetzen, Diplomaten stellen, vor allem aber militärische Herausforderungen erfolgreich meistern. 1588 erhielt die Familie das polnische Indigenat, 1627 erfolgte die Aufnahme in den russischen Adel.

### Erlöschen
Im Baltikum selbst treffen wir mit Reinhold von Fahrensbach, Sohn des Landrates Heinrich, den wohl letzten männlichen Vertreter der Familie an. Seine Ehefrau, eine von Wrangel, verstarb vor 1666, er selbst verstarb sicher vor 1650.
In Polen bzw. Wolhynien wurde Jan Karol Farensbach, ein Enkel Johanns VI., welcher Herr auf Korkwa sowie Schwertvorträger von Owrucz und Kiew war, noch 1674 urkundlich, als er in diesem Jahr die Königswahlurkunde Johann III. Sobieskis unterschrieb. Seine Schwester Alexandra und seine Tochter Marianna lebten noch 1701.
Der letzte Vertreter im Heiligen Römischen Reich war Graf Gustav Adolf von Varrensbach, der 1689 verstarb.
In Russland wiederum ist es Iwan Francbekov (Иван Францбеков), welcher 1689 Oberst der Infanterie in Tula war und 1725 verstarb. Seine Witwe lebte in Sloboda. Iwan scheint damit der letzte Vertreter der Familie Fahrensbach überhaupt gewesen zu sein.

### Nachwirken
Noch vor Dezember 1650 heiratete Johann von Müller zu Kunda, Major im königlich schwedischen Regiment Ludwig Taube, die letzte lebende Tochter der Familie von Fahrensbach im Baltikum. Wohl in Unkenntnis von lebenden Angehörigen in Wolhynien, Böhmen und Russland wurde ihm die Erlaubnis zur Wappen- und Namensführung des Schwiegervaters erteilt. Daraufhin nannte sich die Familie Müller von Fahrensbach. Die Familie erlischt jedoch ebenfalls bereits 1721 mit Johanns Enkel.
In Polen wurde aus dem ursprünglichen Eigenwappen Herb Farensbach ein Genossenschaftswappen. Die erste bekannte Adaption zum Herb Farensbach erfolgte bereits durch Georg Wolmar für Marek Felinski, der in seinem Dienst stand und durch König Sigismund III. im Juli 1607 in den Adel erhoben wurde. Unter anderen gehörten Zygmunt Szczęsny Feliński sowie der Schriftsteller Alojzy Feliński dieser Familie an. Weitere polnische Adelsfamilien, welche das Herb Farensbach führten oder führen, sind die Faszowicz, Federowski, Feleński, Feliński, Felkier und Teodorowski.
Auch in Russland lassen sich zwei Familien auf die Fahrensbach zurückführen. Bereits im 15. Jahrhundert soll der jeweilige Stammvater nach Russland gekommen sein. Dies wären zum einen die Koshin, welche sich auf einen Georg (Юрия Фаренсбаха), der als Gefangener aus Kämpfen mit dem Deutschen Orden nach Russland gelangte, zurückführen. Zum anderen sind das die Kolyubakin.

## Wappen
Das Stammwappen der Fahrensbach zeigt in Silber einen roten Wechselzinnenbalken. Auf dem gekrönten Helm – mit rot-silbernen Decken – ein wachsender, seitwärts gestellter, natürlicher (fleischfarbener) Mann mit kegelförmiger, pelzfarben umgeschlagener, roter Kappe. Teilweise, so von den polnischen Angehörigen, wird die Helmzier von einem offenen schwarzen Adlerflug eingefasst. Es ist auch davon auszugehen, dass die Standeserhebung von Gustav Adolf von Fahrensbach mit einer Wappenbesserung einherging. Ebenfalls ist es nicht unwahrscheinlich, dass der Zweig Францбеков in Russland ein abweichendes Wappen führte.

### Historische Wappendarstellungen

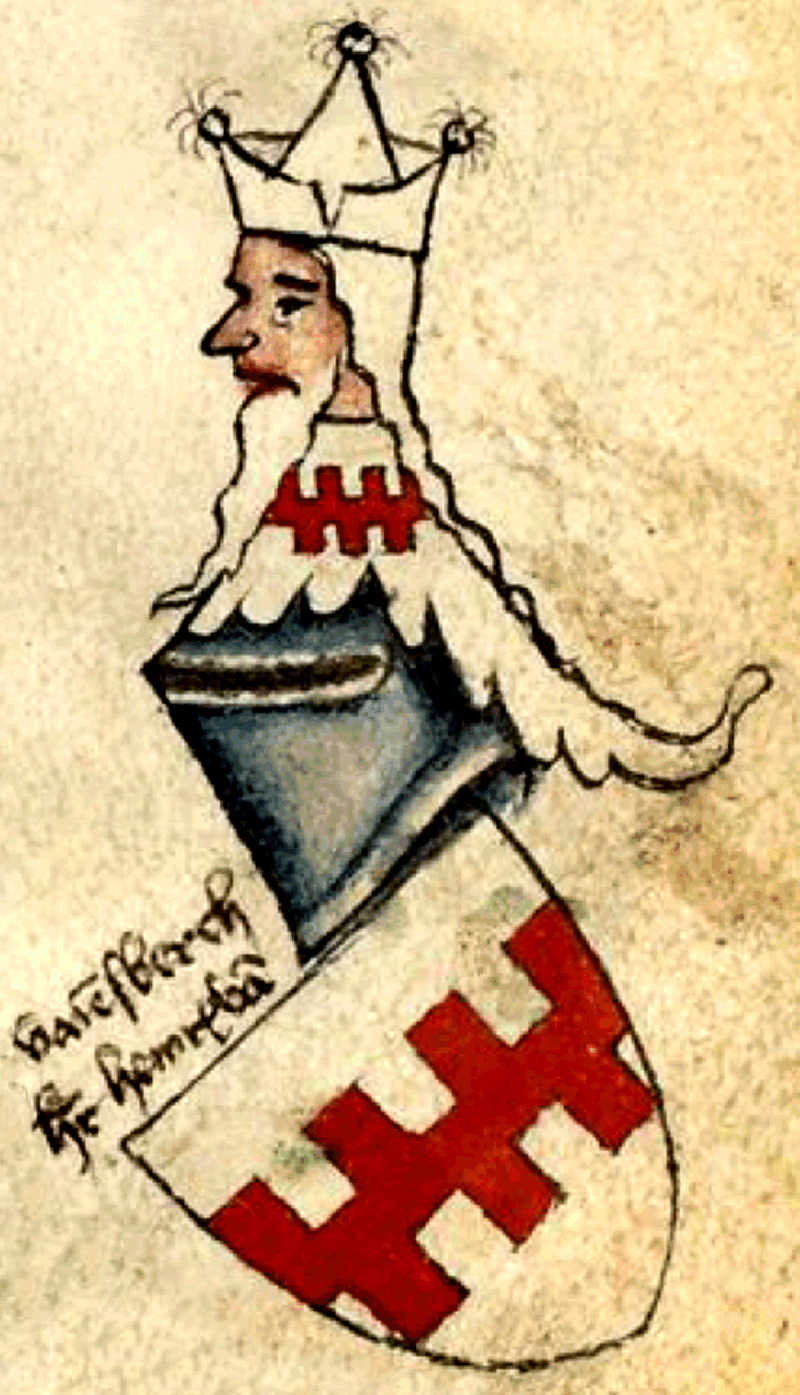
Wappen der „Varesberch“ im Armorial Bellenville, ca. 1380
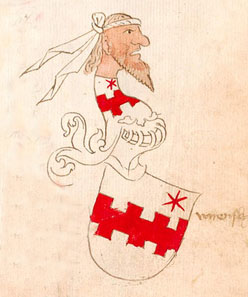
Wappen der Familie Fahrensbach
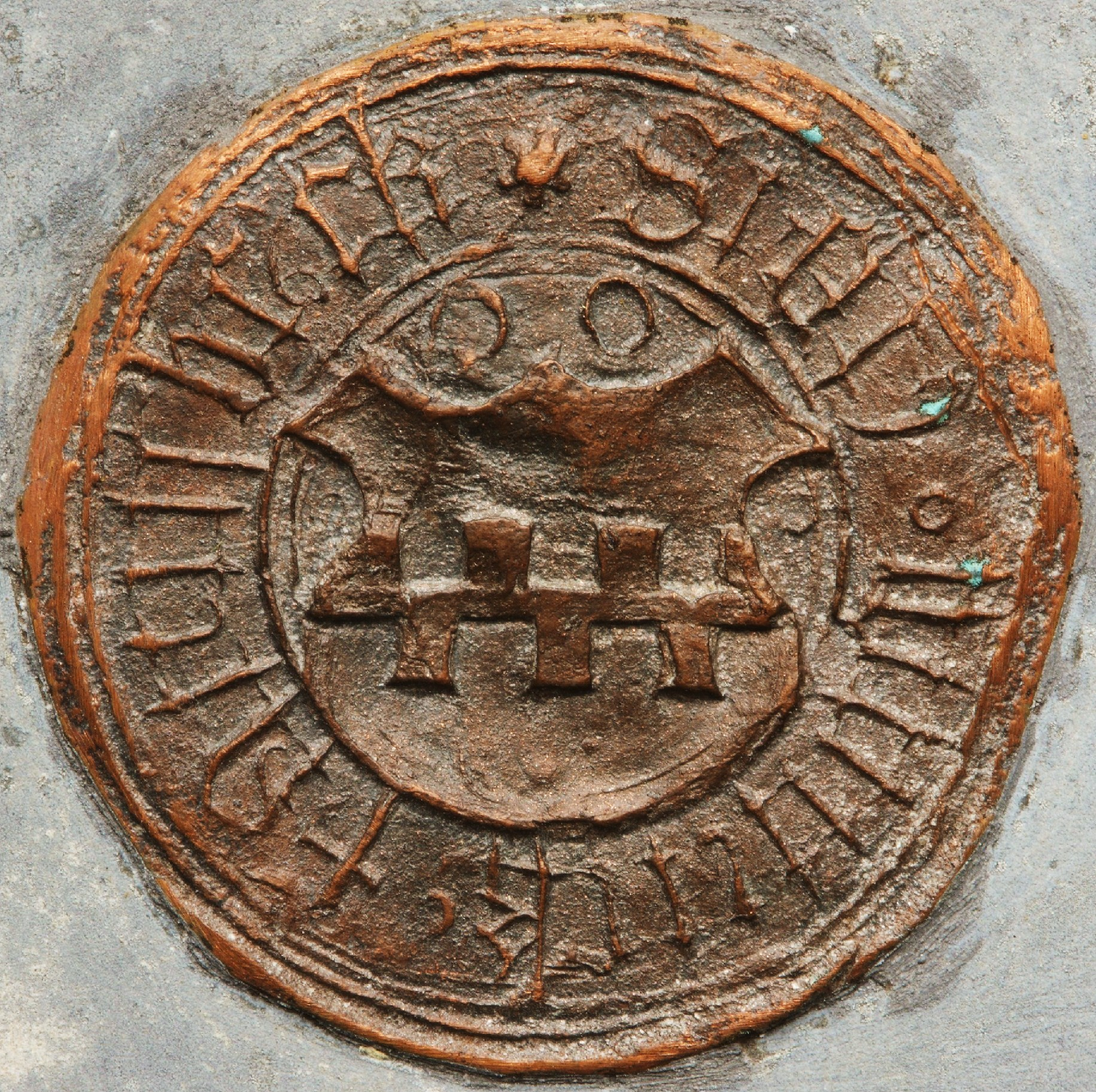
Siegel des Wynrik Farensbeck auf Walk(et); 1529

## Namensträger
- Wilhelm I. von Fahrensbach († nach 1443), Vogt von Arensburg († nach 1443)
- Johann III. von Fahrensbach († nach 1557), Domherr der Kirche von Ösel, Ritterschaftshauptmann in der Wiek
- Dietrich III. von Fahrensbach († nach 1569), Rat und Schenk und Amtmann des Bischofs von Ösel Johann V. von Münchhausen
- Wolmar von Fahrensbach († nach 1554), Diplomat des Deutschen Ordens
- Jürgen von Fahrensbach (1551–1602), polnischer Woiwode und livländischer Feldherr
- Arndt Heinrich von Fahrensbach († 1621), schwedischer Offizier
- Johann VI. von Fahrensbach († ca. 1627), Starost von Lemsal
- Heinrich von Fahrensbach († ca. 1627), erster in der Wiek gewählter Landrat
- Georg Wolmar von Fahrensbach (1586–1633), polnischer Gouverneur von Livland
- Thomas Wilhelm von Fahrensbach († nach 1636), kursächsischer Obristwachtmeister im vitzthumischen Regiment
- Dmitri Andrejewitsch Fahrensbach († ca. 1658), russischer Gouverneur in Jaransk, Kirow und Jakutsk
- Iwan Andrejewitsch Fahrensbach († nach 1658), russischer Gouverneur in Totma
- Graf Gustav Adolf von Fahrensbach (1629–1689), Mitglied der Fruchtbringenden Gesellschaft

## Filiation (teils unsicher)

### Älteste Namensträger
- Giso de Varnestbeke (erwähnt 1229)
  - Everhard de Varinsberg (* um 1270), Ritter in Walck
    - Vustin von Varinsberg zu Walck († nach 1335)
      - Heinrich Varnsbeke zu Walck (* um 1340; † um 1402); ⚭ Stine Kniprode
        - Wilhelm I. von Fahrensbach (* um 1375; † nach 1443)

Der Ritter Wilhelm I. Fahrensbach († nach 1443) war der Stammvater aller späteren Angehörigen der Familie. Seine erste Gattin war die Tochter von Hennecke von Asserien. Danach heiratete Wilhelm eine Tochter des Otto II. von Brakel († 1435), die mindestens vier bekannte Söhne und eine Tochter zur Welt brachte. Von diesen übernahm Wilhelms Sohn Dietrich I. von Fahrensbach (um 1410–1479) das Herrenhaus Heimar. Auch durch Heiraten einiger Nachfahren wurden günstige Allianzen aufgebaut, wie etwa bei Dietrichs Töchtern der Fall.

### Nachkommen des Wilhelm I. Fahrensbach
- Dietrich I. von Fahrensbach (um 1410–1479)
  - Gertrud von Fahrensbach († 1489); ⚭ (1) Wolmar von Uexküll, ⚭ (2) Kersten II. von Rosen
  - Anna von Fahrensbach; ⚭ (1) Johann von Dücker; ⚭ (2?) Johann Uexküll
  - (?) Elisabeth von Fahrensbach; ⚭ Dietrich I. von Kalff
  - Dietrich II. von Fahrensbach († 1514); ⚭ Magdalena Dücker
    - Wylparth von Fahrensbach († nach 1531); ⚭ Heinrich von Metztacken († 1530/1531)
    - Heinrich von Fahrensbach zu Pedua, Newe und Waddemois († nach März 1592)
      - Heinrich von Fahrensbach († um 1627); ⚭ N.N. von Taube, ⚭ II N.N. von Tiesenhausen, ⚭ III Agneta von Hastfer
        - Reinhold von Fahrensbach († vor 1650), Besitzer Gut Pedua, ohne männl. Nachkommen; ⚭ Elisabeth von Wrangel († vor 1666)
        - Dorothea von Fahrensbach († vor 1660); ⚭ Jürgen von Wrangel (1614–1666)
        - Elisabeth von Fahrensbach (* 1606; † 2. April 1656); ⚭ Reinhold von Nieroth († 1637)

    - Johann III. von Fahrensbach († nach 1557)
      - Johann von Fahrensbach zu Udenküll (lebt 1560) und drei Töchter

    - Reinhold von Fahrensbach (* um 1495; † 1570); ⚭ Margaretha von Uexküll
      - Margaretha von Fahrensbach auf Pedua (* 1520; † 1600); ⚭ Heinrich von Lieven auf Parmel (* 1512; † nach 1563)[17]

    - Lorenz (Laurens) von Fahrensbach († um 1539); ⚭ Margarethe von Tiesenhausen
      - Magdalena von Fahrensbach († nach 1564); ⚭ Johann von Zoege/Zoyge († nach 1549)

    - Dietrich III. von Fahrensbach († nach 1576); ⚭ Anna von Rosen a.d.H. Allo
      - Dietrich IV. von Fahrensbach zu Heimar und Riesenberg († vor 1593); ⚭ Magdalena von Uexkull († nach 1598)
        - Dorotea Didriksdotter von Fahrensbach († 21. August 1595); ⚭ Arnd/Dietrich von Asserien
        - Elisabeth von Fahrensbach († nach 1612); ⚭ Christopher von Treyden
        - Dietrich (Diderik) V. von Fahrensbach († vor 1. Mai 1637); ⚭ Elisabeth von Schwarzhof
          - Kunigunda von Fahrensbach († 1662) Erbin von Heimar; ⚭ vor 1625 Johann (Hans) von Wrangel a. Addinal († 1654 in Reval)

      - Anna von Fahrensbach († nach 24. Januar 1614), erbte Gut Lauck; ⚭ Elert von Tiesenhausen[18]; ⚭ Diedrich von Thülen; ⚭ Jürgen von Peetz († vor 1622)

    - Wolmar von Fahrensbach (* vor 1500; † nach 1554)[19]; ⚭ N.N. von Kursell, Tochter des Jürgen Kursell auf Sommerpahlen (11 Söhne)
      - Conrad von Fahrensbach († nach 1530); ⚭ Elisabeth von Tiesenhausen
        - Christine von Fahrensbach († nach 1545); ⚭ Johann von Taube auf Unniküll (Sohn des Reinhold Taube)[20]

      - Wilhelm IV. von Fahrensbach († um 1602)
      - Jürgen von Fahrensbach (1551–1602), Söldner, auf russischer Seite in der Schlacht bei Molodi 1572[21], Gouverneur von Wenden, 1602 Oberst der livländischen Adelsfahne[22]; ⚭ Sophia von Fircks
        - (?) Euphrosine von Fahrensbach; ⚭ Alexander Łysakowski († 1585)
        - (?) Thomas Wilhelm von Fahrensbach († um 1639/1640); ⚭ Dorothea Agnes N.N.
        - Georg Wolmar von Fahrensbach (* 9. Februar 1586; † 19. Mai 1633); ⚭ Agnes von Everstein
          - Gustav Adolf von Fahrensbach (* 1629; † 1689); ⚭ Maria Sidonia von Schlick († 1691)

        - Johann VI. von Fahrensbach († um 1627); ⚭ Katharina Czema (Tochter des Fabian von Zehmen), Nachkommen in Polen
          - Gabriel von Farensbach
            - Jan Karol Farensbach (erwähnt 1674), Herr auf Korkwa, Schwertvorträger von Owrucz
- Otto von Fahrensbach († nach Juli 1500)
  - Hillegard von Farensbach († um 1530); ⚭ vor 1500 Johann (de Olde) Möller († vor 1548)
- Johann I. von Fahrensbach († nach 1468)
  - Johann II. von Fahrensbach († nach 1506) verkauft 1494 den Hof Maidla im Kirchspiel Jörden an Arendt von Taube[22]
- Wilhelm II. von Fahrensbach († nach 1467)
  - Wilhelm III. von Fahrensbach († vor 15. August 1549)
- Wolmar von Fahrensbach († nach 1455); ⚭ Barbara von Anrep
  - Winrich Heinrich von Fahrensbach (Wynrik Farensbeck auf Walket/Walck), Siegel 1529; ⚭ Elisabeth von Uexküll a.d.H. Fickel
    - Helena/Magdalena von Fahrensbach; ⚭ Arndt IV. von Vietinghoff (* vor 27. Juli 1495; † 1544); ⚭ Ewert II von Delwig[23]
    - Wynrath von Fahrensbach (lebt um 1541)
    - Georg von Fahrensbach auf Walket († nach 1529); ⚭ Agneta von Delwig
      - Winrich (Heinrich) von Fahrensbach, a.d.H. Walket (* um 1530) Ritter[24]; ⚭ Anna von Taube
        - (?) Reinold von Fahrensbach zu Walck; ⚭ Anna von Taube a.d.H. Maydel (wohl Tochter des Berend, u. Enkelin d. Ludwig Taube a.d.H. Maydel). (erwähnt 1514, 1565)[25]
          - Arndt Heinrich von Fahrensbach zu Walket († vor 1615), ohne männl. Nachkommen

        - Johann von Farensbach, auf Udenküll
        - Margarete Henriksdotter von Farensbach; ⚭ schwed. Oberst Reinhold von Lieven auf Parmel († 1629), Sohn des Heinrich von Lieven auf Parmel (* 1512) und der Margaretha von Fahrensbach auf Pedua (* 1520)

### Sippenkreis Müller von Fahrensbach
- Johann Müller, der Ältere (* 1582 Narva; † 1639 Reval), Revaler Ratsherr; ⚭ Margarethe von Pröbsting
  - Maria Müller; ⚭ Philipp Crusius von Krusenstjerna
  - Wappen derer von Müller a.d.H. Kunda Catharina Müller; ⚭ Adam Olearius

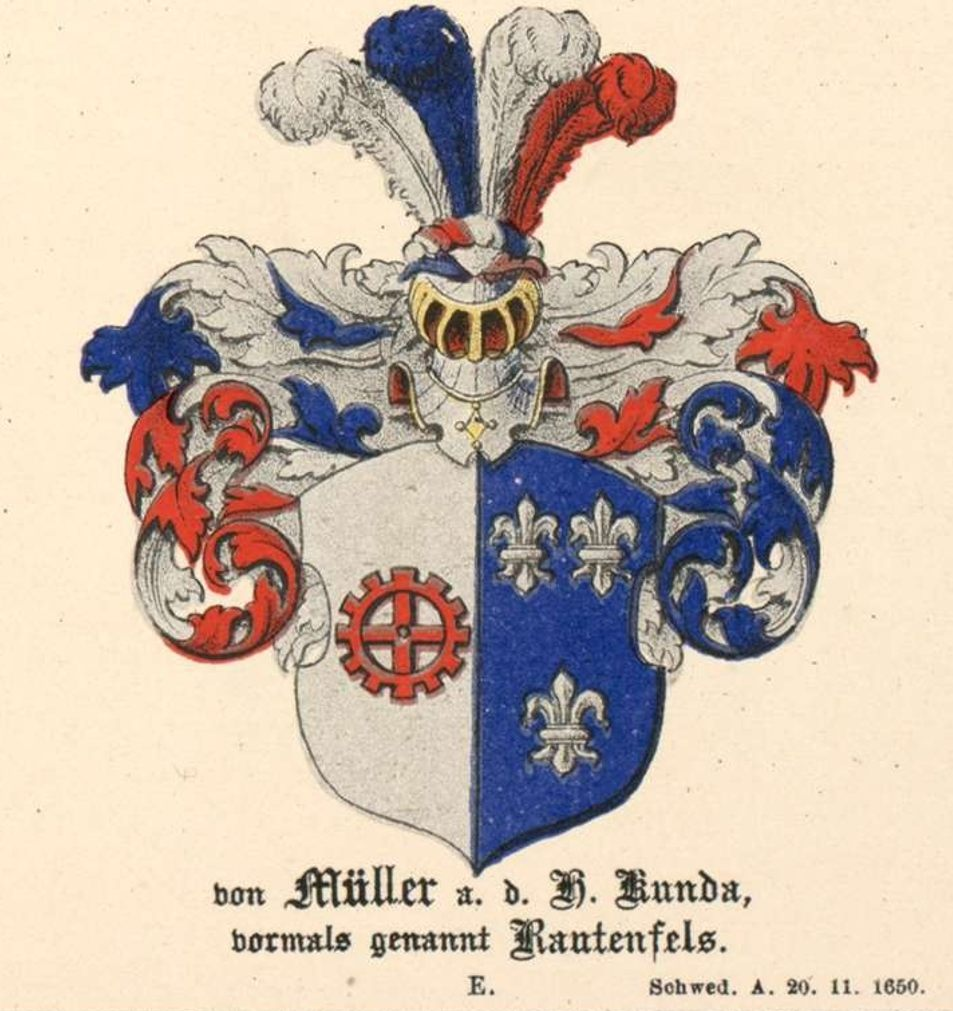
Wappen derer von Müller a.d.H. Kunda

  - Dietrich von Müller, a. Kunda und Sommerpahlen († etwa 1673) am 20. November 1650 mit Bruder Johann geadelt; ⚭ Magdalena von Wrangel († 1708)[26]
  - Johann von Müller a.d.H. Kunda (ab 1646 Müller von Fahrensbach), der Jüngere a. Kunda (* 1618 Reval; † 1711 Wierland) Major im schwedischen Regiment Ludwig Taube; ⚭ um 1646 N.N. von Fahrensbach[27]
    - Anna Dorothea Müller von Fahrensbach († 1747); ⚭ Hans Ernst von Maydell
    - Johann Dietrich (Müller) von Fahrensbach, Rittmeister im Regiment Anders von der Pahlen 1689
      - Karl Johann (Müller) von Fahrensbach (* 1686; † 1721/1727), letzter seines Namens[28]

  - Heinrich von Müller, a. Errides/Errireda und Perrifer in Wierland († um 1708), ab 1650 mit Bruder Johann geadelt, um 1655 Assessor zu Jerwen, Vater von Gustaf Henrik Freiherr von Müller († 1719)